# Clavellotis sebastidis
Clavellotis sebastidis is een eenoogkreeftjessoort uit de familie van de Lernaeopodidae. De wetenschappelijke naam van de soort is voor het eerst geldig gepubliceerd in 2005 door Castro & González.